# مناخة (صنعاء)
مناخة هي مدينة ومركز مناخة بمحافظة صنعاء اليمنية، بلغ تعداد سكانها 7455 نسمة حسب الإحصاء الذي أجري عام 2004.

## أعلام
- علي بن محمد الصليحي